# Pelaverga
La pelaverga est un cépage italien de raisins noir.

## Origine et répartition géographique
Il  provient du nord de l'Italie. Il en reste pas plus de 100 ha en Italie.
Elle est classée cépage d'appoint en DOC Collina Torinese, Verduno Pelaverga et Colline Saluzzesi.
Elle est classée recommandé en province d'Asti, province de Cuneo et province de Turin dans la région Piémont.
La pelaverga a une origine très ancienne et aurait été introduite en Italie par un moine irlandais en 612. Elle est utilisée souvent comme cépage de table. Les grappes sont vendues localement et se conservent bien jusqu'à la Noël.

## Caractères ampélographiques
- Extrémité du jeune rameau cotonneux blanc à liseré carminé.
- Jeunes feuilles duveteuses à plages bronzées.
- Feuilles adultes, 5 lobes avec des sinus supérieurs en lyre fermée, un sinus pétiolaire en lyre fermée, des dents ogivales, moyennes, un limbe aranéeux.

## Aptitudes culturales
La maturité est de troisième époque : 25 jours après le chasselas. 

## Potentiel technologique
Les grappes sont moyennes à grosse et les baies sont de taille grosse. La grappe est conique et ailée. Le cépage est de bonne vigueur mais d'une fertilité bonne. Elle est robuste et bien adapté aux situations en pente et à des altitudes de 300 à 400 m.
La pelaverga a été remplacée souvent par nebbiolo et barbera.

## Synonymes
La pelaverga est connue sous les noms de : caleura, cari, carola, fra Germano, peilaverga, pela verga, pelaverga di Saluzzo, pelaverga piccolo, pella verda, taddone, uva coussa.